# Greyerzersee
Der Greyerzersee, französisch Lac de la Gruyère, ist ein Stausee in der Schweiz. Er liegt im Kanton Freiburg zwischen den Städten Bulle und Freiburg und im Greyerzbezirk sowie im Saanebezirk. Mit einer Länge von 13,5 km ist er der längste Speichersee und zugleich nach Speichervolumen der drittgrösste Stausee der Schweiz. Im See liegt die Insel Île d’Ogoz.
Der See entstand beim Ausbau des Wasserkraftwerks von Hauterive an der Saane.

## Geschichte

### Kraftwerkbau
Nach dem Baubeschluss des freiburgischen Grossen Rates von 1943 wurden das neue Kraftwerk Hauterive und die Bogenstaumauer bei Rossens unter der Leitung von Henri Gicot bis 1948 errichtet. Die Vorarbeiten für den Bau der Mauer begannen 1944. In den Jahren 1946 bis 1947 waren bis zu tausend Arbeiter auf der Baustelle beschäftigt. Die Projektkosten beliefen sich am Schluss auf 72 Millionen Schweizer Franken (veranschlagt waren 60 Millionen Franken).
Das Kraftwerk wird vom Energieversorgungsunternehmen Groupe E, das mehrheitlich dem Kanton Freiburg gehört, betrieben.

### Bestimmung des Seenamens
Die Freiburger Zeitung La Liberté führte bezüglich des künftigen Namens für den neuen See eine Umfrage durch. Es wurden 1447 Antworten eingesandt:
- 535 für Lac de Thusy
- 478 für Lac de la Gruyère
- 434 für Lac d’Ogoz

Der meistgenannte Vorschlag bezog sich auf den Namen der Steinbogenbrücke von 1544 über die Saane (französisch Pont de Thusy), die vom See überschwemmt wurde. Mit einem Beschluss des Staatsrates vom 6. Juli 1948 erhielt der See den offiziellen Namen Lac de la Gruyère.

## Stauhaltung
Am 15. Mai 1948 begann während der Zeit der Schneeschmelze in den Alpen das Auffüllen des Sees, dieser Vorgang war am 20. September abgeschlossen. Die  Einweihungsfeier fand am 14. Oktober 1948 statt.
In den Wintermonaten wird mit dem im See zurückgehaltenen Wasser Strom produziert, so dass sich der Seespiegel um eine beträchtliche Höhe absenkt, bis im Sommer wieder genug frisches Wasser aus dem Einzugsbereich zuströmt, um den Speichersee erneut aufzufüllen.
Bei starkem Hochwasser im Einzugsbereich können das Kraftwerk Hauterive und der Überlauf des Sees zeitweise den Ablauf nicht genügend ausgleichen. So kam es beim Jahrhunderthochwasser vom Juli 2021 zur Überschwemmung der Seeufer; die Wanderwege am Greyerzersee waren zeitweise gesperrt.

## Geographie

### Lage
Der See hat eine Länge von 13,5 km und liegt auf dem Gebiet der Gemeinden Morlon, Botterens, Echarlens, Corbières, Marsens, Hauteville, Pont-en-Ogoz, La Roche, Pont-la-Ville und Gibloux.
Im Abschnitt zwischen Broc und Pont-la-Ville floss die Saane vor dem Aufstauen durch einen flachen Talboden und im nächsten Abschnitt in einem tief in den Molassefelsen eingeschnittenen, schmalen Tal. Die Staumauer von Rossens sperrt diese Schlucht ab und staut den See auf der Höhenkote bis zu 674 m ü. M., rund 50 Meter höher als bei der ehemaligen, im Jahr 1902 errichteten Wasserfassung des älteren Kraftwerks Hauterive bei Thusy in Pont-la-Ville. Das Nutzwasser fliesst durch einen rund 6 Kilometer langen Stollen zum Kraftwerk Hauterive.
Das mittlere Saanetal und der Greyerzersee befinden sich am Rand der Freiburger Voralpen. Östlich des Sees erhebt sich der Berg La Berra 1045 Meter über den See, im Westen liegt die Hügellandschaft des Gibloux.
Dem langgestreckten See folgen beidseits bedeutende Verkehrswege, am linken Ufer die Hauptstrasse 12 Bulle–Freiburg und die Autobahn A12, deren Viadukte bei Le Bry an zwei Stellen den See überspannen, rechts die Kantonsstrase Broc–Freiburg. Die Verbindungsstrasse von Corbières nach Echarlens überquert den See bei einer engen Stelle. Der historische Flussübergang bei der ehemaligen Burg von Ogoz ist seit dem Aufstauen im See versunken.
Die Flanken der aus Schotter aufgebauten Insel von Ogoz leiden wegen des saisonal schwankenden Seespiegels unter starker Erosion. Sie werden vom Verein Association Île d’Ogoz mit baulichen Mitteln stabilisiert.

### Zuflüsse
Ausser der Saane, die bei Broc und Morlon als Hauptzufluss in den See mündet, wird dieser noch von zahlreichen weiteren Fliessgewässern gespiesen. Die grösseren Zuflüsse sind:
- La Jogne/Jaunbach
- Sionge
- Gérigno (bei tiefem Wasserstand im See ein Nebenfluss der Sionge)
- Ruisseau de Malessert
- Ruisseau des Branches
- Le Ru
- Ruisseau de la Serbache
- Ruisseau du Bry

### Naturschutz
Das Flachwassergebiet im See bei Broc ist eine national bedeutende Station für viele Zugvögel. Die Ebene im Schwemmland an der Mündung von Saane und Jaunbach, das Naturschutzgebiet Broc (Réserve du lac de la Gruyère à Broc), ist deshalb zur Vogelschutzzone gemäss der Ramsar-Konvention deklariert.

## Sport und Infrastruktur
Auf dem See besteht keine Kurssschifffahrt. An mehreren Stellen befinden sich kleine Bootsanlegestellen. Einige Plätze am Seeufer sind als Badestrände erschlossen.
Wegen der schönen Seelandschaft ist die Umgebung des Greyerzersees einem starken Siedlungsdruck unterworfen. In einigen Gemeinden sind Wohngebiete in Seenähe entstanden. Ein wegweisendes Fallbeispiel für den Schutz der Naturlandschaft bildete der 2015 begonnene Ausbau des geplanten gigantischen Häuserkomplexes Terrasse d’Ogoz bei Le Bry. Die neue Siedlung mit zahlreichen Residenzen liegt nahe am See und weit ausserhalb der eigentlichen Dorfsiedlung. Im Jahr 2020 lehnte der Kanton Freiburg die wegen dieses Projekts geplante Revision des Zonenplans der Gemeinde ab, weil darin eine gemäss dem Bundesgesetz über die Raumplanung viel zu grosse Bauzone vorgesehen war. Die Erweiterung des Projekts wurde im Jahr 2021 mit einem Bundesgerichtsurteil gestoppt.

## Bilder

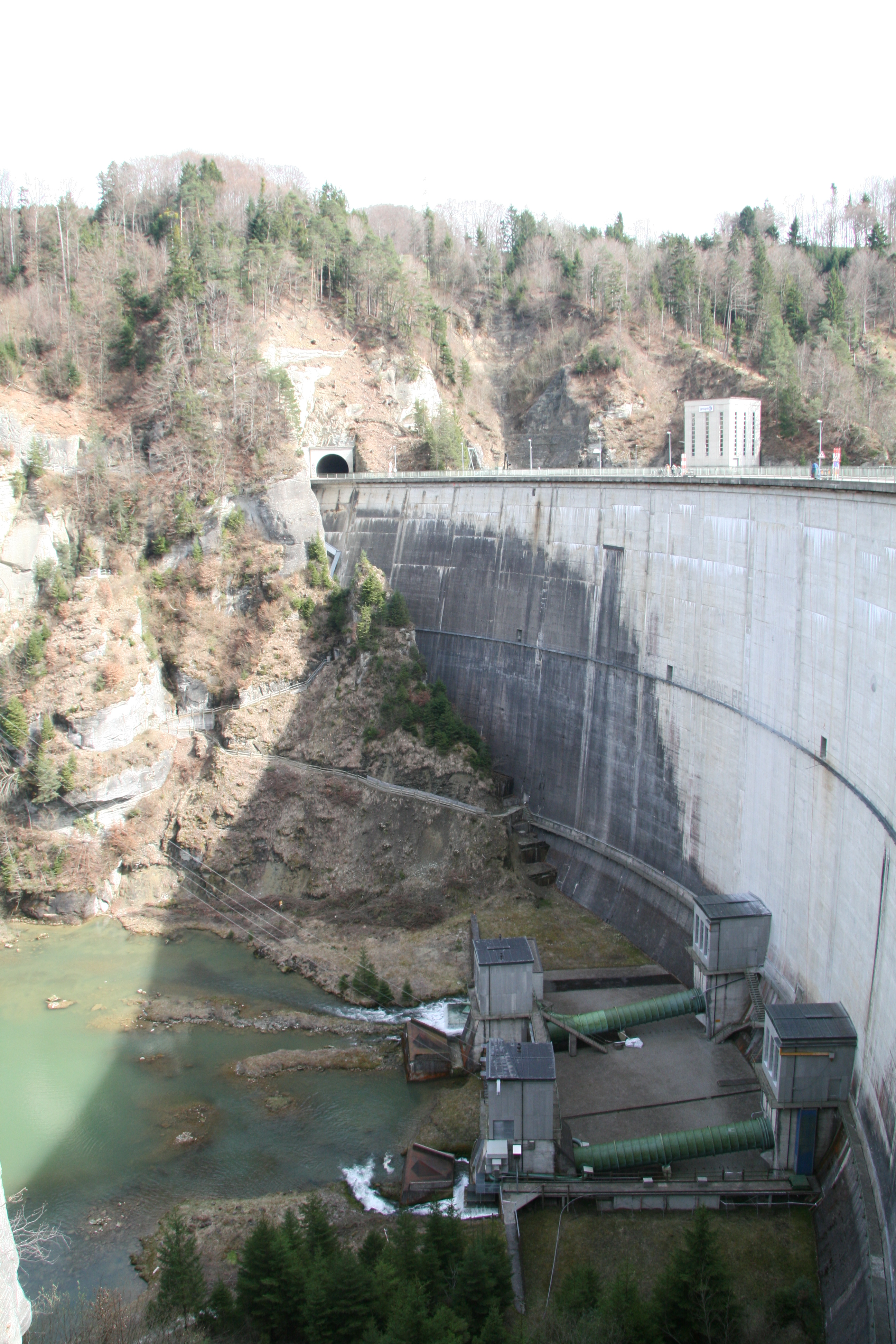
Staumauer bei Rossens
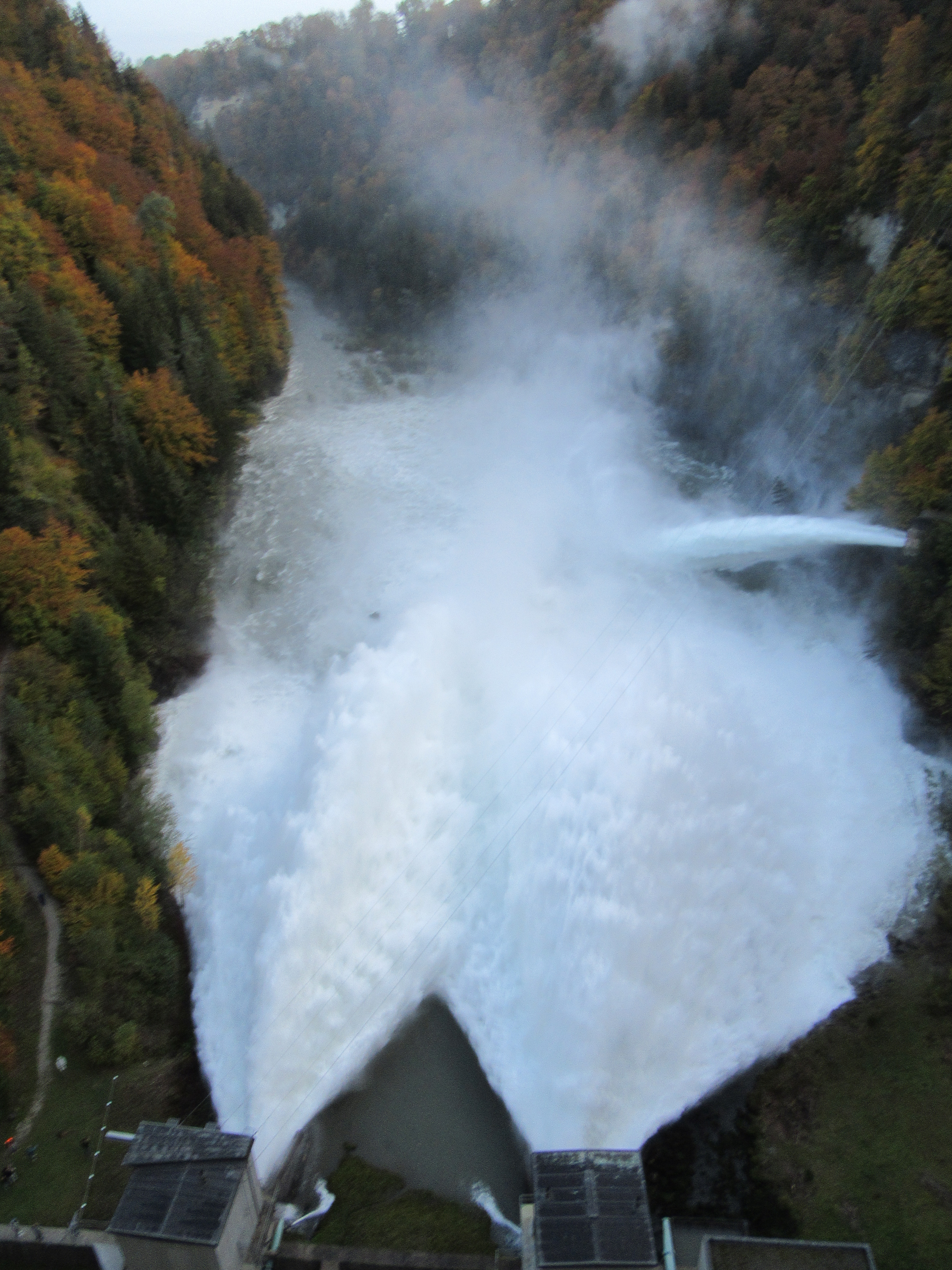
Staumauer mit offenen Schleusen
- Staumauer mit offenen Schleusen
Saanebrücke von Corbières vor dem Aufstauen des Sees
Brücke von Corbières (im Vordergrund)
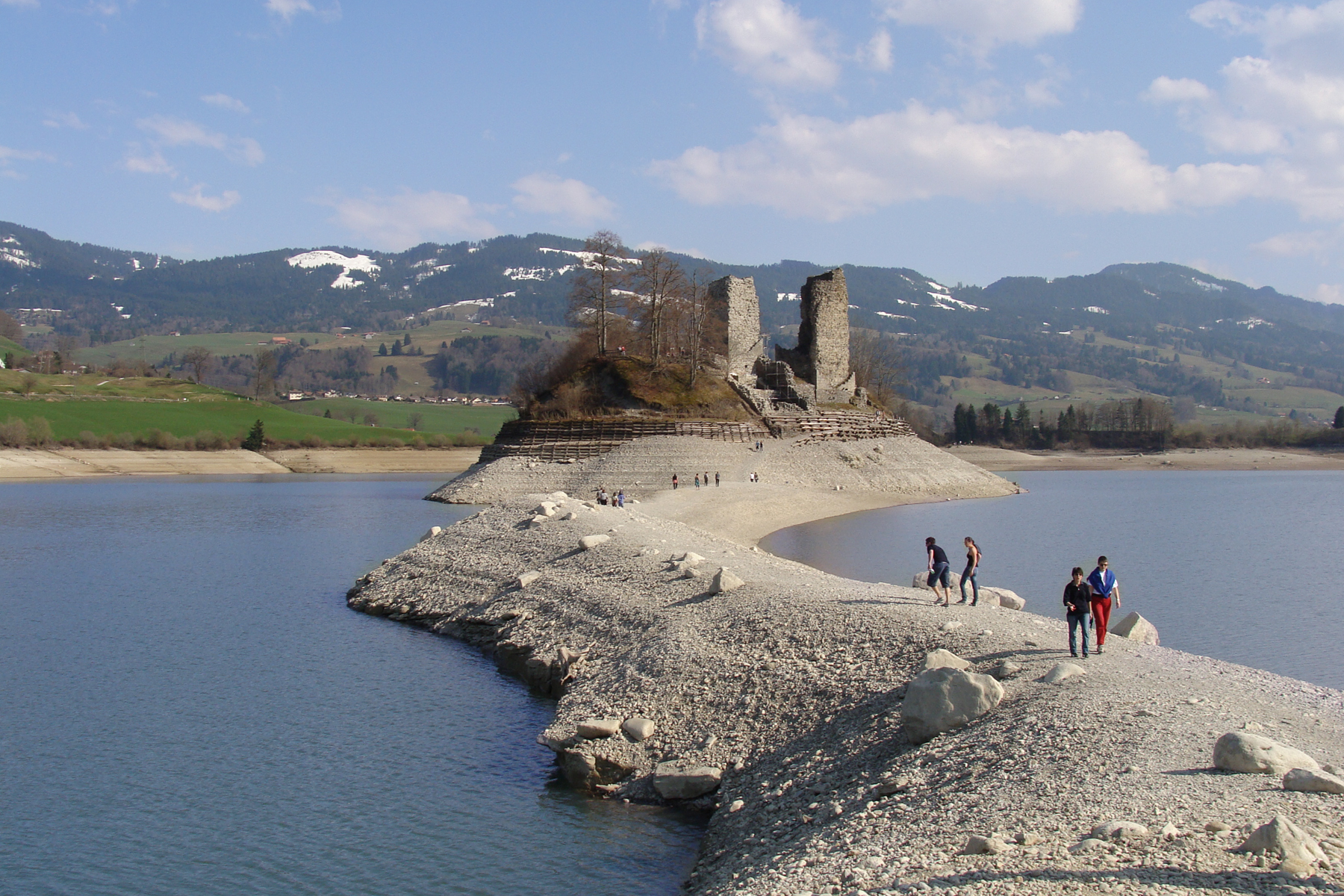
Insel von Ogoz bei tiefem Wasserstand im See